# Zły las
Zły las – zbiór opowiadań autorstwa Andrzeja Pilipiuka wydany 30 marca 2019 roku przez wydawnictwo Fabryka Słów. Wydawnictwo Świat Książki udostępnił także książkę w formie e-booka.

## Opowiadania
Na zbiór składają się cztery opowiadania:
- „Tajemnica zielonej teczki”,
- „Zły las”,
- „Rozczochrana Kochanka”,
- „Zemsta Śmieciarzy”[3].

Opowiadania utrzymane są w klimatach fantastyki w czasach dwudziestolecia międzywojennego, II wojny światowej oraz współczesnych. 